# Taznakht

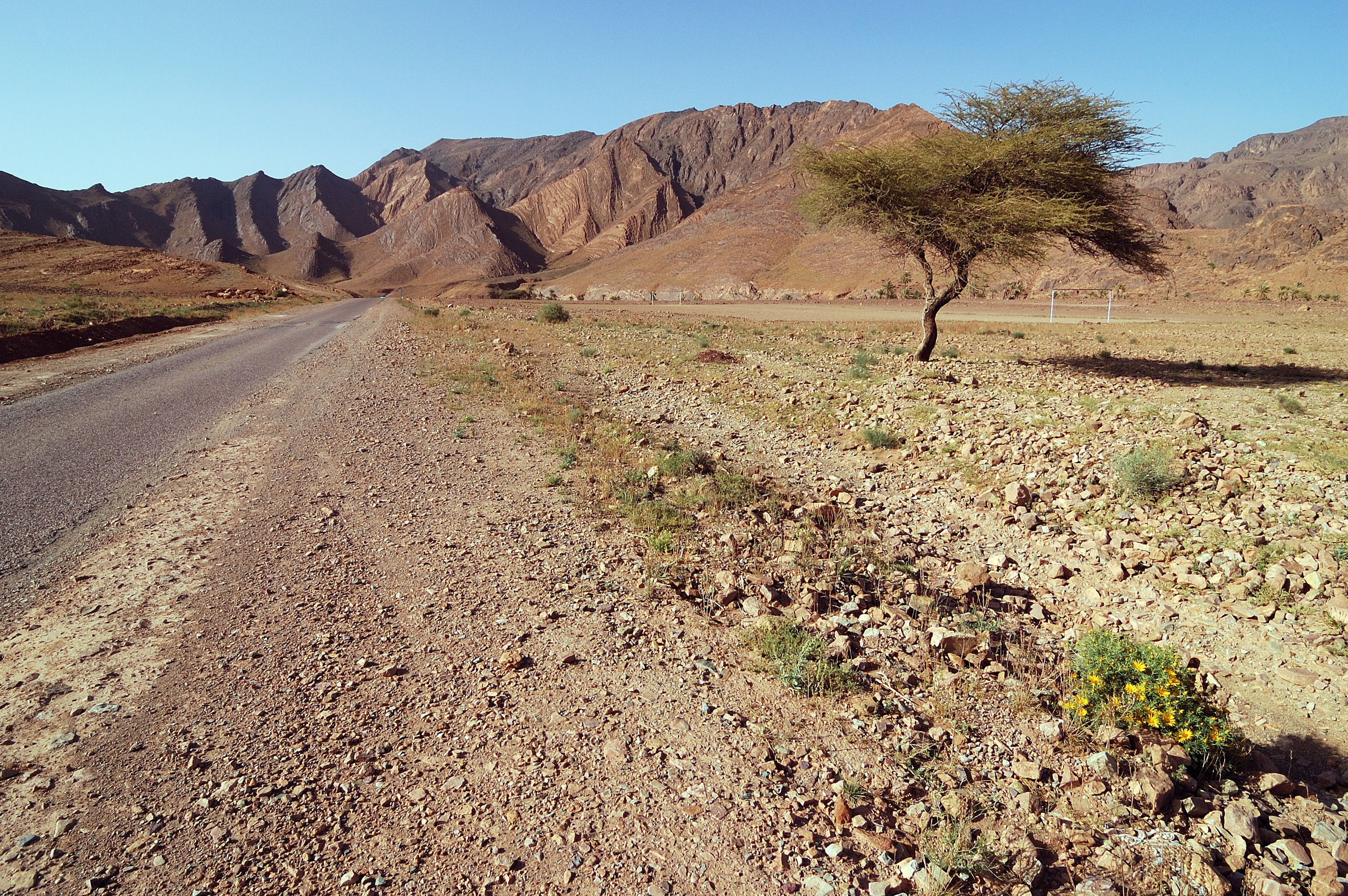
Landschaft zwischen Taznakht und Foum Zguid

Taznakht (arabisch تازناخت; Taschelhit ⵜⴰⵣⵏⴰⵅⵜ) ist eine Oase und eine städtische Kommune mit etwa 7000 Einwohnern in der Provinz Ouarzazate in der Region Drâa-Tafilalet im Süden Marokkos. Inoffiziell wird mitunter die Schreibweise Tazenakht verwendet.

## Lage und Klima
Die etwa 1420 m hoch gelegene Kleinstadt Taznakht liegt in einer Talsenke der ca. 1500 bis 1800 m hohen Berge der östlichen Ausläufer des Antiatlas-Gebirges. Sie liegt am Kreuzungspunkt der N10 von Taroudannt (etwa 200 km westlich) bzw. Ouarzazate (etwa 90 km nordöstlich) mit der R111 nach Foum Zguid (etwa 85 km südlich) und der R108 nach Agdz (etwa 88 km östlich). Der spärliche Regen (ca. 115 mm/Jahr) fällt hauptsächlich in den Wintermonaten.

## Bevölkerung
| Jahr      | 1994 | 2004 | 2014 | 2024 |
| Einwohner | 3813 | 6185 | 7281 | 8268 |

Die Bevölkerung Taznakhts besteht nahezu ausschließlich aus Angehörigen verschiedener Berberstämme der Umgebung. Die meisten sind – wegen ausbleibender Regenfälle in ihren Heimatdörfern, aber auch aus soziokulturellen Gründen (Hoffnung auf Arbeit, Verbesserung der materiellen Lebensbedingungen und der Gesundheitsvorsorge, bessere Möglichkeiten zur schulischen Ausbildung der Kinder etc.) – seit den 1970er Jahren in die Städte abgewandert.

## Wirtschaft
In früheren Jahrhunderten stand die Selbstversorgung im Zentrum des Wirtschaftens. Erst nach Fertigstellung mehrerer sich in Taznakht kreuzender Pisten (heute asphaltierte Straßen) während der französischen Kolonialzeit konnten die seit altersher in der Dattelpalmenoase erzeugten Lebensmittel (Bohnen, Zwiebeln etc.) auch auf regionalen oder überregionalen Märkten abgesetzt werden. Gleichzeitig kamen neue Gemüsepflanzen (Kartoffeln, Tomaten, Paprika etc.) in die Gegend und bereicherten den Speiseplan. Auch heute noch beherrscht die Oasenwirtschaft das Leben der meisten Bewohner; produziert werden in erster Linie Datteln, Oliven, Granatäpfel und Feigen, aber auch Getreide- (Gerste, Weizen, Mais) und Gemüseanbau (Ackerbohnen, Möhren, Tomaten etc.) ist möglich.
Über den Bereich der Landwirtschaft hinaus haben sich seit der Protektoratszeit etliche Kleinunternehmen im Handwerks-, Geschäfts- und Dienstleistungssektor entwickelt, wobei vor allem die Herstellung und der Handel mit Berberteppichen von großer Bedeutung sind. Östlich der Stadt gibt es mehrere Minen, in denen Mineralien und Halbedelsteine gefunden werden.

## Geschichte
Wie bei allen Berberdörfern fehlt zur Geschichte von Taznakht jedwede schriftlich festgehaltene Überlieferung. Man kann jedoch davon ausgehen, dass die Palmenoase bereits von frühen Jägern und Sammlern entdeckt und viele Jahrhunderte später von Nomaden zur Fütterung ihrer Viehherden genutzt wurde. Im Lauf der Zeit ließen sich einige Nomaden dauerhaft nieder und begannen mit dem Ackerbau (Gerste, Ackerbohnen etc.) und mit der Anpflanzung von Bäumen (Granatapfel, Feigen, Mandeln). Das verbleibende Vieh (Esel, Schafe, Ziegen, Hühner) konnte jedoch nicht mehr frei herumlaufen, sondern musste in Pferchen oder Ställen gehalten werden, wodurch der Bestand erheblich zurückging. In der Phase der Sesshaftwerdung waren wiederkehrende und oft genug gewaltsam endende Konflikte zwischen den Oasenbewohnern und den weiterhin umherziehenden Viehnomaden nicht selten. Bis weit ins 20. Jahrhundert hinein war Taznakht ein kleines Berberdorf, das sich erst im Zusammenhang mit der gesteigerten Mobilität der Bewohner des Südens zu einer Kleinstadt entwickelte.

## Sehenswürdigkeiten
Abgesehen von der eindrucksvollen umgebenden Landschaft (Palmenoase in steiniger Berglandschaft) bietet Taznakht keinerlei historische oder kulturelle Sehenswürdigkeiten.